# Tauri
De Tauri (Oudgrieks: Ταῦροι, Taűroi) waren een wilde, ruwe volksstam in het zuidwesten van de Chersonesus Taurica, de tegenwoordige Krim, terwijl in het vlakke noorden Scythen woonden.
Zij stonden onder een koning en leefden volgens de Grieken van roof en oorlog, in het bijzonder van piraterij. Aan hun godin Ταυριώνη, Tauriônê, Ταυροπόλος, Tauropólos), die door de Grieken met Artemis werd vereenzelvigd, brachten zij mensenoffers. Schipbreukelingen en krijgsgevangenen werden tot offers bestemd, vooral als het Grieken waren. Wanneer de koning overleed, werden zij, die hem het liefst waren, met hem begraven.
De Tauri worden meestal beschouwd als een voor-Scythische bevolking, die door de Scythen naar het zuiden gedreven en sterk cultureel beïnvloed werd. Tijdens hun late periode zijn ze archeologisch niet van de Scythen te onderscheiden. Volgens sommigen zouden ze een restant van de Cimmeriërs zijn, anderen zien in hen een nog oudere, met de Circassiërs verwante bevolking, vertegenwoordigd door de Kizil-Kobacultuur.